# Brigh Brigaid
Brigh Brigaid, auch Briugaid oder Brughaidh genannt (bl. ca. 50 n. Chr., in Irland), übte als Frau im 1. Jahrhundert n. Chr. das Amt eines Brithem aus. 
Brigh Brigaid wird im Senchus Mór, der bedeutendsten Aufzeichnung der Brehon Laws, erwähnt, einem Kompendium der alten Gesetze Irlands. Ihre Entscheidungen wurden noch Jahrhunderte nach ihrem Tod als Präzedenzfälle zitiert. Möglicherweise wurde ihr Name mit den keltischen heidnischen Göttinnen in Verbindung gebracht, die eine starke Verbindung mit den bardischen Traditionen hatten. Sie war bekannt als die „große Brig“ oder „Brigit“, eine verehrte brehonische Frau, von der es heißt, dass sie das „gezeichnete Gesicht“ des Richterkollegen Sencha mac Ailellas heilte, indem sie sein voreingenommenes Urteil gegen Frauen korrigierte.
Judy Chicago widmete Brigh Brigaid eine Inschrift auf den dreieckigen Bodenfliesen des Heritage Floor ihrer 1974 bis 1979 entstandenen Installation The Dinner Party. Die mit dem Namen Brigh Brigaid beschrifteten Porzellanfliesen sind dem Platz mit dem Gedeck für Brigida von Kildare zugeordnet.